# Tapesia cinerella
Tapesia cinerella är en svampart som beskrevs av Rehm 1882. Enligt Catalogue of Life ingår Tapesia cinerella i släktet Tapesia, ordningen disksvampar, klassen Leotiomycetes, divisionen sporsäcksvampar och riket svampar, men enligt Dyntaxa är tillhörigheten istället släktet Tapesia, familjen Dermateaceae, ordningen disksvampar, klassen Leotiomycetes, divisionen sporsäcksvampar och riket svampar. Artens status i Sverige är: Ej påträffad. Utöver nominatformen finns också underarten callunigena.